# Singes et perroquet dans la forêt vierge
Ne doit pas être confondu avec Paysage exotique avec singes et un perroquet ou Singes dans la forêt vierge.
Singes et perroquet dans la forêt vierge est un tableau réalisé par le peintre français Henri Rousseau vers 1905-1906. Partie des Jungles pour lesquelles l'artiste est particulièrement reconnu, cette huile sur toile naïve représente plusieurs singes et un perroquet dans une jungle au coucher du soleil. Cette peinture est conservée à la fondation Barnes, à Philadelphie, aux États-Unis.